# Hôtel Werlé, dit Roederer

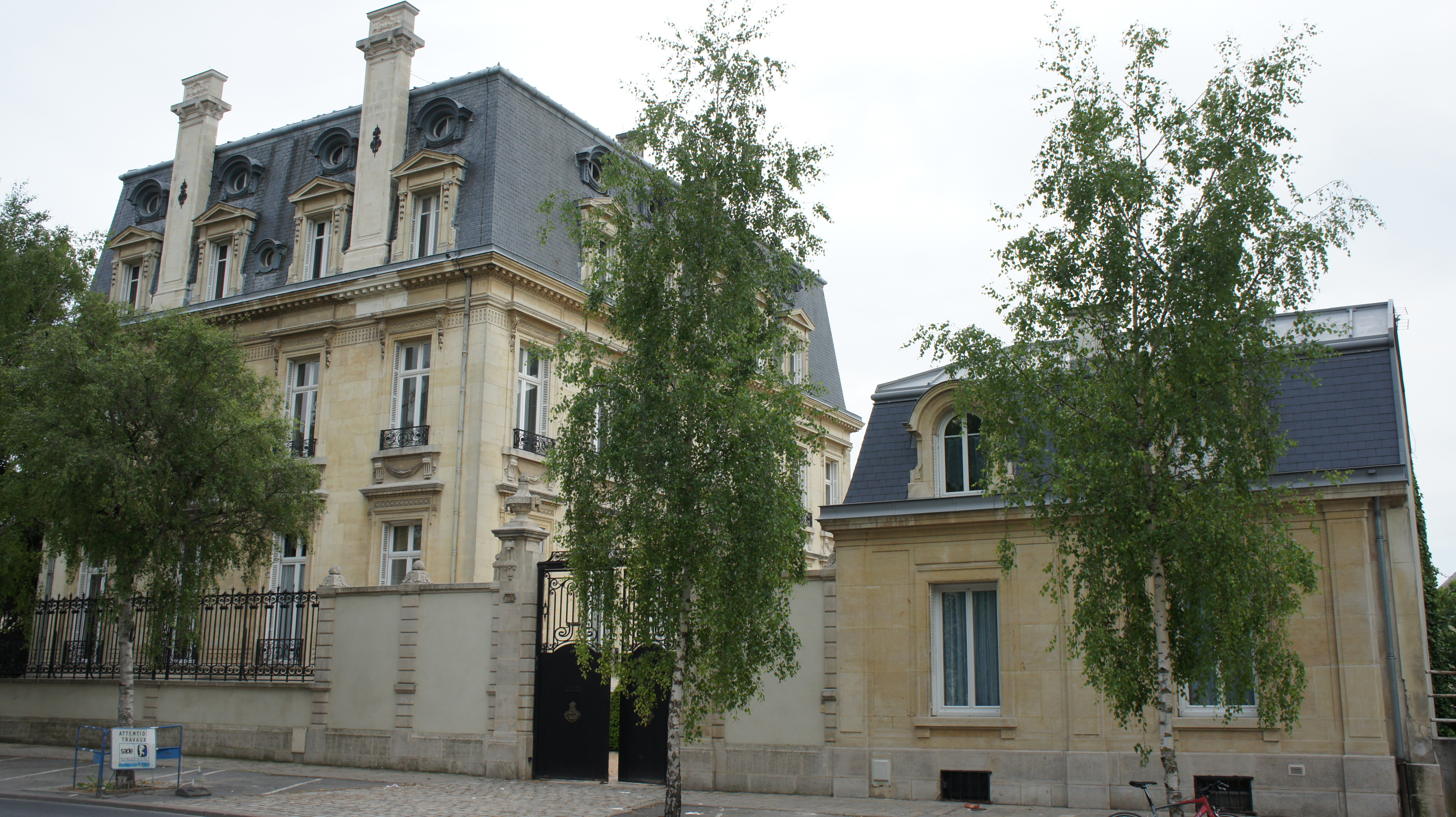
Vue depuis la rue.

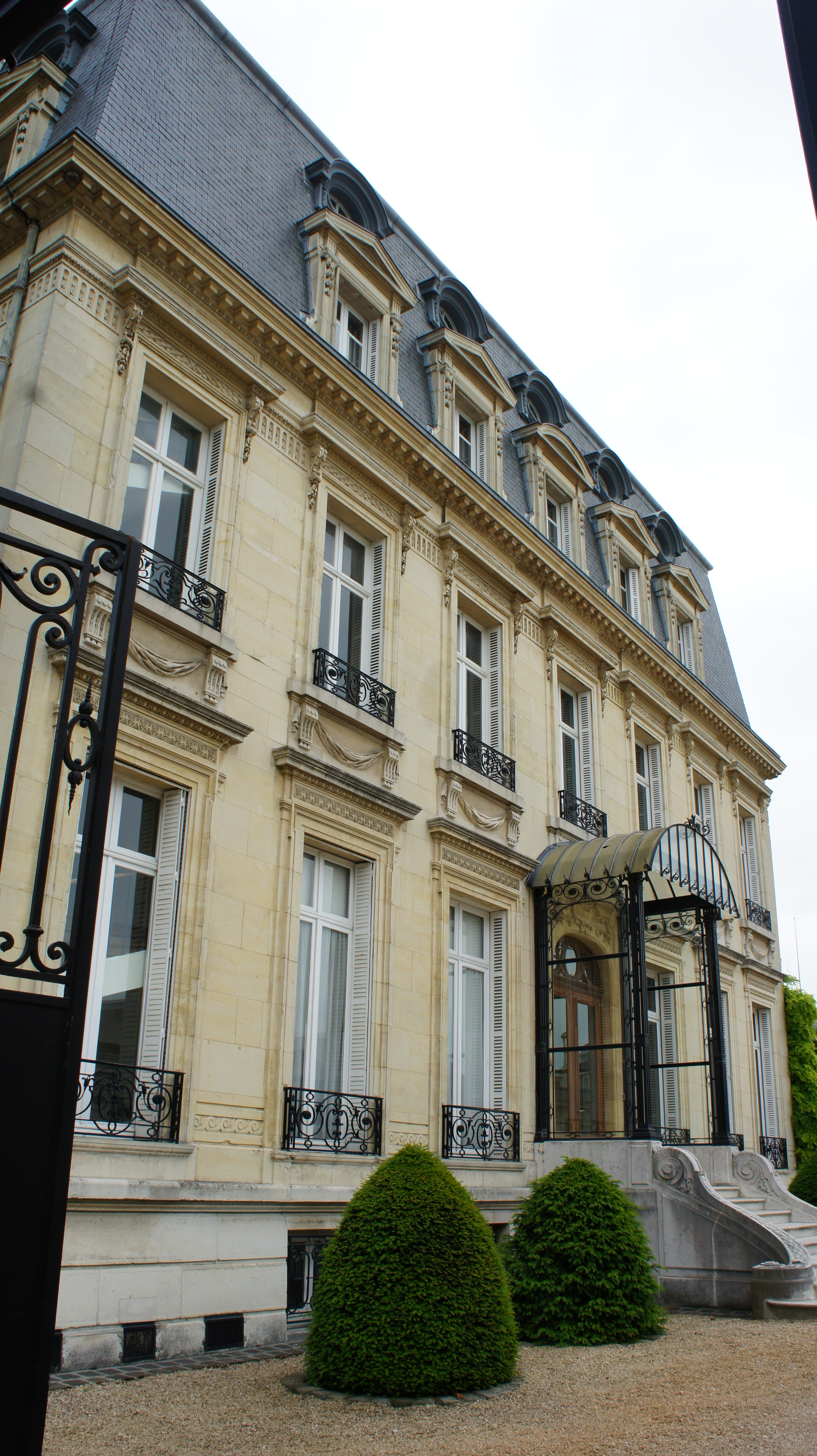
Vue sur la façade donnant sur l'entrée.

L'Hôtel Werlé, dit Roederer est un bâtiment de Reims.

## Histoire
Édifié en 1876 par l'architecte Alphonse Gosset, l'Hôtel Werlé est établi au 23, boulevard Lundy (ex-15, boulevard du Temple). De style Louis XV, il avait pour unique voisin le parc de l'Hôtel de Bary, disparu au cours de la Grande Guerre. Des serpents en bronze faisaient office de heurtoirs et ornaient la porte d'entrée. 
Alfred Werlé était le fils d’Édouard Werlé, maire de Reims et député, et de Louise Émilie Boisseau. Tout comme ces cinq enfants son nom comportait celui de Barbe, en référence à la Veuve-Cliquot qui était à l'origine de la fortune de la famille. Depuis 1884 il était lui-même le chef de la Maison Veuve Clicquot-Ponsardin. Il occupa l'Hôtel particulier en compagnie de ses proches au moins jusqu'en 1905. 
Après avoir franchi les quelques marches du perron, on entrait dans un vaste vestibule, carrelé de marbre blanc et rose, sur lequel donnaient les pièces de réception. Le cabinet de l'architecte rémois Emile Dufay-Lamy s'était chargé de la décoration intérieure. Le style Louis XV avait été retenu pour le grand salon tandis que les chambres d'amis faisaient écho au style Louis XVI. La restauration des façades à l'identique fut ordonnée par Léon Olry-Roederer en 1927.
D'après le libraire Ernest Renart et la tenue d'un « Répertoire général des collectionneurs », il est possible d'affirmer qu'en 1908 Olry-Roederer disposait d'une collection prestigieuse de livres datant du XVIIIe siècle. Ernest Kalas précise que cette bibliothèque passait pour la plus riche de France après celle du duc d’Aumale, à Chantilly.
Léopold Lesigne nous renseigne quant à lui au sujet de la collection de tableau que renfermait l'Hôtel Werlé et qui comprenait notamment des œuvres de Brascassat, Delaroche et Meissonnier.
L'édifice appartient toujours à la Maison de champagne Louis Roederer.